# Mixomelia sinica
Mixomelia sinica är en fjärilsart som beskrevs av George Francis Hampson. Mixomelia sinica ingår i släktet Mixomelia och familjen nattflyn. Inga underarter finns listade i Catalogue of Life.